# Meiqi (sockenhuvudort i Kina, Zhejiang Sheng, lat 27,91, long 119,76)
Meiqi (kinesiska: 梅岐乡) är en sockenhuvudort i Kina. Den ligger i provinsen Zhejiang, i den östra delen av landet, omkring 260 kilometer söder om provinshuvudstaden Hangzhou. Antalet invånare är 1 232. Befolkningen består av 528 kvinnor och 704 män. Barn under 15 år utgör 11,0 %, vuxna 15-64 år 63 %, och äldre över 65 år 25,0 %.
Runt Meiqi är det ganska tätbefolkat, med 192 invånare per kvadratkilometer. Närmaste större samhälle är Dongkeng, 13,8 km söder om Meiqi. I omgivningarna runt Meiqi växer i huvudsak blandskog.
Genomsnittlig årsnederbörd är 2 328 millimeter. Den regnigaste månaden är juni, med i genomsnitt 383 mm nederbörd, och den torraste är januari, med 67 mm nederbörd.